# Herta Müller
Herta Müller (Nițchidorf, Timiș, Rumania, 17 de agosto de 1953) es una novelista, poeta y ensayista alemana. Su obra trata fundamentalmente de las condiciones de vida en Rumanía durante la dictadura de Ceaușescu. Ha sido galardonada con numerosos premios, entre ellos el Premio Nobel de Literatura de 2009.

## Biografía
Herta nació el 17 de agosto de 1953 en Nițchidorf, Banat, un lugar germanohablante de la región de Timișoara, en Rumania. Su familia pertenece a una minoría alemana, los llamados Suabos del Banato, que llevan varios siglos asentados en esa región. Su abuelo era granjero y comerciante, y había sido expropiado bajo el régimen comunista rumano. Su padre, Josef Müller, que se ganaba la vida como camionero, fue formado como nazi y sirvió durante la II Guerra Mundial en las Waffen-SS. Su madre, Katharina Müller, fue deportada a la Unión Soviética en 1945, donde pasó cinco años en un campo de trabajo realizando "trabajos de reparación". Muchos de los hombres y de las mujeres del pueblo en el que se crio Herta compartieron el mismo destino que sus padres. Según cuenta la propia Herta Müller, sus padres quedaron muy deteriorados tras las experiencias vividas durante la guerra y después de ella; no hablaban mucho de su pasado y ella creció rodeada de silencio y de tabúes.
A los 15 años se fue a hacer el bachillerato a la ciudad de Timișoara, a 30 km de su pueblo natal. Allí tuvo que aprender rumano, lo que le hizo tomar conciencia de pertenecer a una minoría. Entre 1973 y 1976, después de terminar el bachillerato, estudió filología germánica y rumana en la Universidad del Oeste de Timișoara. En esta época acudía a las reuniones del Aktionsgruppe Banat o Grupo de Acción del Banato, una tertulia de escritores idealistas rumano-alemanes, entre los que se encontraba Richard Wagner, su futuro marido. Este grupo se había fundado en 1972 con el poema conjunto “Engagement”, que todos los miembros habían firmado a modo de manifiesto en el que llamaban al lector a ser políticamente comprometido. El grupo fue disuelto en 1976 por la Securitate, la policía secreta del régimen comunista rumano. Los autores se volvieron a reunir en el círculo literario Adam Müller-Guttembrunn de Timișoara, en el que Herta Müller era la única mujer.
El primer empleo que consiguió Herta Müller tras terminar sus estudios fue como traductora técnica entre 1977 y 1979 en la fábrica de maquinaria Tehnometal. En su discurso Nobel, Herta Müller describe cómo era su día a día en aquella fábrica:

A las cinco de la mañana me levantaba, y a las seis y media empezaba el trabajo. Por la mañana resonaba el himno sobre el patio de la fábrica a través del altavoz, durante la pausa del mediodía se escuchaban los coros de los obreros. Pero los obreros, que estaban comiendo, tenían ojos vacíos como hojalata, manos embadurnadas de aceite, y su comida estaba envuelta en papel de periódico. Antes de comerse un trocito de tocino, le quitaban la tinta del periódico rascándola con el cuchillo. Dos años transcurrieron al trote de la cotidianeidad, cada día igual al otro.
Herta Müller, Cada palabra sabe algo sobre el círculo vicioso

 Allí es donde empezó a escribir, como ella misma cuenta en su discurso Nobel: «la escritura empezó en el silencio, en aquella escalera de la fábrica donde tuve que sopesar y decidir conmigo misma más cosas de las que podían decirse». En el mismo discurso, relata cómo un día, tras dos años de trabajo en la fábrica, un agente de la Securitate se presentó en su despacho e intentó presionarla para que colaborara con el servicio secreto: 

Al tercer año se acabó la igualdad de los días. En el transcurso de una semana entró tres veces en mi oficina, a primera hora de la mañana, un hombre gigantesco, de huesos sólidos, con ojos azules centelleantes, un coloso del Servicio Secreto. […] De pie, empecé a escribir lo que me iba dictando. Mi nombre con fecha de nacimiento y dirección. Y después que yo, independientemente de la proximidad o del parentesco, no le diría a nadie que..., y entonces llegó la horrible palabra: colaborez, iba a colaborar. Esta palabra ya no la escribí.
Herta Müller, Cada palabra sabe algo sobre el círculo vicioso

 Después de aquello, Herta Müller fue despedida de la fábrica. A partir de ese momento, comenzaron las amenazas y los interrogatorios por parte de la Securitate. Durante los siguientes meses y años, Herta Müller trató de ganarse la vida dando clases particulares de alemán a niños rumanos. En 1987 consiguió el permiso para marcharse de Rumanía y se fue a Alemania Occidental con su marido –el novelista Richard Wagner– y su madre. A pesar de hallarse en otro país, ella asegura que la Securitate no dejó de intimidarla. En 1989, un amigo suyo, Roland Kirsch, que había asistido a las reuniones del círculo literario de Timișoara y con el que se escribía, apareció muerto en circunstancias que nunca fueron aclaradas.
En los años posteriores a su llegada a Alemania, Herta Müller realizó lectorados en diferentes universidades alemanas y de otros países (universidades de Paderborn, Warwick, Hamburgo, Bochum, Carlisle (Pensilvania), Swansea, Gainesville (Florida), Kassel, Tubinga, Zúrich, Leipzig y Universidad Libre de Berlín). Actualmente vive en Berlín. Es miembro de la Academia Alemana de Oratoria y Literatura de Darmstadt desde 1995. En 1997 abandonó el PEN Club como forma de protesta por la decisión de reunir las asociaciones de Alemania del Este y del Oeste tras la caída del muro de Berlín.  Durante todos estos años siguió denunciando las acciones del servicio secreto rumano en varios artículos y conferencias. En julio de 2008 criticó en una carta abierta al presidente del Instituto Cultural Rumano de Berlín por invitar a dos ex-informadores de la Securitate a un evento cultural. El 8 de octubre de 2009, se anunció que había ganado el Premio Nobel de Literatura, que reconocía su capacidad para describir «con la concentración de la poesía y la franqueza de la prosa, el paisaje de los desposeídos».

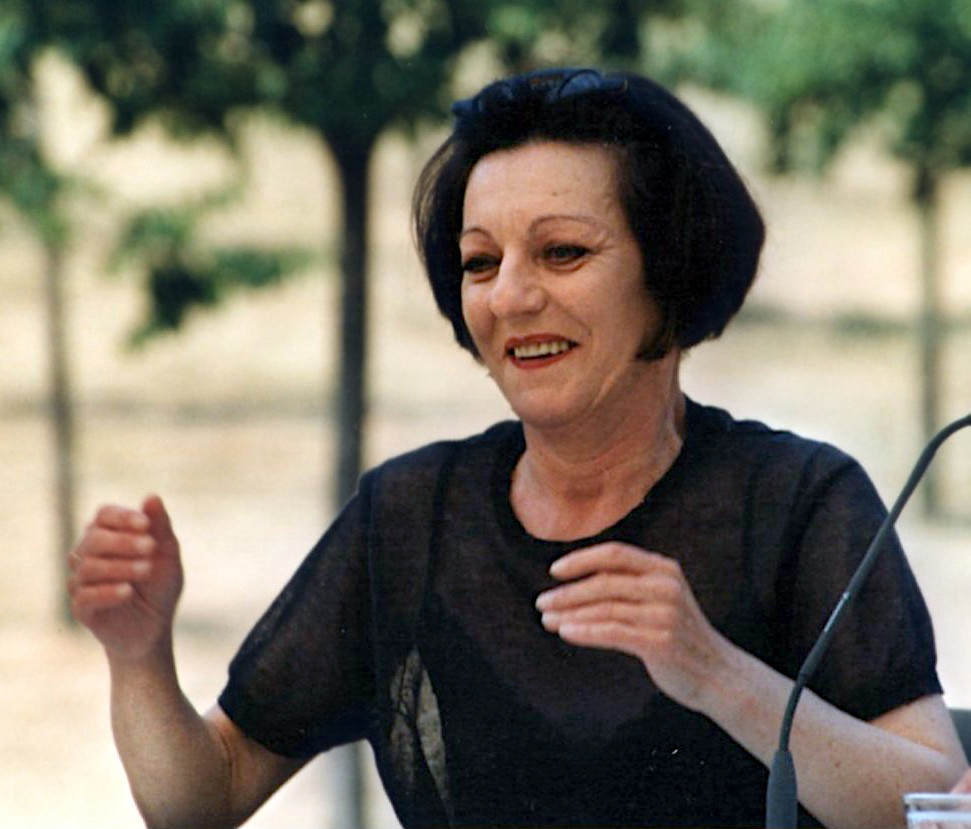
Herta Müller, lectura "Todo lo que tengo lo llevo conmigo", Potsdam, julio de 2010

## Obra
El tema principal de las obras de Herta Müller es la dictadura rumana y la destrucción planificada del individuo en el régimen de Ceaușescu, aunque dentro de esta temática general se pueden distinguir varias partes.
Su primer libro, la colección de cuentos En tierras bajas (en alemán, Niederungen), describe la vida de un pueblo del Banato rumano durante la dictadura de Ceaușescu desde la perspectiva de una niña. Fue publicado en 1982 en Bucarest en versión censurada y en 1984 en Berlín oeste, en versión completa (véase: En tierras bajas). En ese mismo año aparecía también en Rumanía Drückender Tango (Tango opresivo), un libro muy crítico con la corrupción, la intolerancia y la opresión del régimen comunista. A partir de ese momento, se le prohibió publicar en su país, aunque sus libros triunfaban, se premiaban y eran muy comentados en Alemania y Austria. En Der Mensch ist ein großer Fasan auf der Welt (El hombre es un gran faisán en el mundo, 1986) aborda el destino de una familia que espera con ansiedad la autorización para abandonar Rumanía mientras hacen regalos y favores a las autoridades para conseguirla cuanto antes. Esta novela, junto con Barfüβiger Februar (1987), documenta la situación de tensión y de extrañeza que experimentaron muchos rumanos que intentaron salir del país durante la dictadura.
La primera novela que escribió después de emigrar fue Reisende auf einem Bein, publicada en 1989. En ella cuenta cómo fue la salida de Rumanía y la llegada a Alemania Occidental. En Der Fuchs war damals schon der Jäger (1992), traducido al español como La piel del zorro, una maestra vigilada por la Securitate vive una situación de angustia constante al descubrir que la esfera íntima de su piso ha sido totalmente violada por el servicio secreto. En Herztier (La bestia del corazón), publicado en 1994, cuenta cómo un grupo de amigos, que se resisten a ser anulados por el sistema, ven en el suicidio de Lola, una joven estudiante del sur de Rumania que intenta escapar de la pobreza durante el régimen de Ceaușescu, una razón para continuar resistiéndose.
En su última novela, Atemschaukel (Todo lo que tengo lo llevo conmigo), publicada en 2009, unos meses antes de que se anunciara que había ganado el Nobel, cuenta la historia de un chico de 17 años perteneciente a una minoría sajona en Siebenbürgen (Transilvania) que después de la Segunda Guerra Mundial es llevado por los rusos para ayudar en un campo de trabajo a la reconstrucción de la Unión Soviética. Es la primera obra en la que no se basa directamente en su vida, sino en los recuerdos del poeta transilvano Oskar Pastior, que ella había anotado en varios cuadernos antes de la muerte de él en 2006. Herta Müller muestra un destino que compartieron muchos miembros de la minoría alemana, como su propia madre. Los rusos consideraban que con ello los alemanes pagaban su culpa colectiva como cómplices de Adolf Hitler, sin importarles que algunos de ellos hubieran sido también víctimas del nazismo.
Las obras de Herta Müller han sido traducidas a unos 50 idiomas y en España han sido publicadas por las editoriales Siruela, Mondadori y Plaza y Janés. Además de obras literarias, Herta Müller también ha publicado ensayos, discursos y conferencias, audio-libros y poemas-collage. A continuación se ofrece una lista detallada de las obras:

### Obras literarias

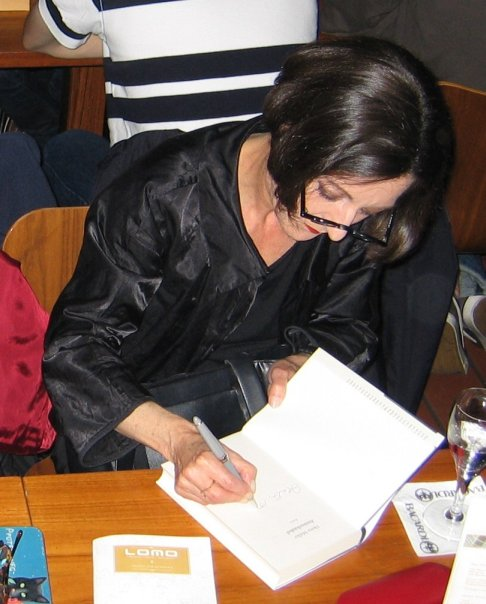
Herta Müller firmando libros en septiembre de 2009.

- Angekommen wie nicht da, Lichtenfels 1994. Obra no traducida al español.
- Atemschaukel. Roman. München 2009. Traducción al español: Todo lo que tengo lo llevo conmigo. Madrid: Siruela, 2010. Traducido por Rosa Pilar Blanco.
- Barfüßiger Februar. Berlín, 1987. Obra no traducida al español.
- Der fremde Blick oder Das Leben ist ein Furz in der Laterne, Göttingen 1999. Obra no traducida al español.
- Der Fuchs war damals schon der Jäger, Reinbek 1992. Traducción al español: La piel del zorro. Madrid: Siruela, 2009. Traducido por Juan José del Solar.
- Der Mensch ist ein großer Fasan auf der Welt. Berlín 1986. Traducción al español: El hombre es un gran faisán en el mundo. Madrid: Siruela, 2009. Traducido por Juan José del Solar.
- Die Klette am Knie. Poema en prosa. En:Akzente nº2/ abril de 1997, pp. 104–112. Obra no traducida al español.
- Drückender Tango. Erzählungen. Bukarest 1984, Reinbek 1988 & 1996. Obra no traducida al español.
- Herztier, Reinbek 1994. Traducción al español: La bestia del corazón. Madrid: Siruela, 2010. Traducido por Bettina Blanch Tyroller.
- Heute wär ich mir lieber nicht begegnet, Reinbek 1997. Traducción al español: Hoy hubiera preferido no encontrarme a mí misma. Madrid: Siruela, 2012, Traducido por Juan José del Solar.
- Niederungen. Prosa. Bukarest 1982 versión censurada; Berlín 1984 versión completa. Traducción al español: En tierras bajas. Barcelona: Debolsillo, 2016. Traducido por Juan José del Solar.
- Reisende auf einem Bein. En: manuskripte, Graz 1989, N.º. 103, pp. 40–44. Primera edición. Obra no traducida al español.

### Discursos y conferencias
- Hunger und Seide, Reinbek 1995. Traducción al español: Hambre y seda. Siruela, 2011.
- Wie Wahrnehmung sich erfindet. Paderborner Universitätsreden, n.º 20, Paderborn 1990.
- Der Teufel sitzt im Spiegel. Wie Wahrnehmung sich erfindet. Berlín 1991
- Eine Fliege kommt durch einen halben Wald, en Literarisches aus erster Hand. 10 Jahre Paderborner Gast-Dozentur für Schriftsteller. Hg. Hartmut Steinecke. Igel, 1994, pp. 173 - 186 (primero en: Kursbuch (revista) 110, diciembre de 1992 p. 25 - 34)
- Heimat ist das, was gesprochen wird, Blieskastel 2001
- Tübinger Poetik Vorlesungen. Audio-libro, Konkursbuch, Tubinga 2009

### Ensayos
- Eine warme Kartoffel ist ein warmes Bett, Hamburgo 1992
- In der Falle, Gotinga 1996. Traducción al español: En la trampa: tres ensayos (incluye los ensayos En la trampa, Di que tienes quince y Mi vestido volverá a ti por correo). Siruela, 2015.
- Der König verneigt sich und tötet, München 2003. Traducción al español: El rey se inclina y mata. Siruela, 2011
- Wenn wir schweigen, werden wir unangenehm – wenn wir reden, werden wir lächerlich. Kann Literatur Zeugnis ablegen? En: Text und Kritik. Revista de literatura. Número dedicado a Herta Müller, Nr. 155, 7/2002, pp. 6–17.
- Cristina und ihre Attrappe oder Was (nicht) in den Akten der Securitate steht, Gotinga 2009.
- Immer derselbe Schnee und immer derselbe Onkel, Hanser Verlag, München [u. a.] 2011.Traducción al español: Siempre la misma nieve y siempre el mismo tío. Siruela, 2019.
- Mein Vaterland war ein Apfelkern, München, 2014. Traducción al español: Mi patria era una semilla de manzana: una conversación con Angelica Klammer. Siruela, 2016.

### Audio-libros
- Die Nacht ist aus Tinte gemacht. Herta Müller erzählt ihre Kindheit im Banat. Dirección: Thomas Böhm und Klaus Sander, Berlín: supposé 2009
- Atemschaukel. Leído por Ulrich Matthes. HörbuchHamburg 2009
- Atemschaukel. Das Hörspiel. Dirección Kai Grehn, con Alexander Fehling, Vadim Glowna, Otto Mellies, Dagmar Manzel, Lars Rudolph, Bernd Stegemann u. a. NDRKultur und HörbuchHamburg 2010
- Niederungen. Eine Auswahl. Leído por Marlen Diekhoff, Albert Kitzl und Herta Müller. HörbuchHamburg 2010
- Heute wär ich mir lieber nicht begegnet. Leído por Marlen Diekhoff, HörbuchHamburg 2010
- Herztier. Leído por Katja Riemann, HörbuchHamburg 2011
- Jürgen Fuchs: Das Ende einer Feigheit. Con la introducción Der Blick der kleinen Bahnstationen, leído por Herta Müller. Hg. von Doris Liebermann, HörbuchHamburg 2010/2011
- Eine Fliege kommt durch einen halben Wald. Monólogo, habla Angela Winkler, HörbuchHamburg 2011
- Der Mensch ist ein großer Fasan auf der Welt. leído por Matthias Brandt, HörbuchHamburg 2011

### Arte
- Der kalte Schmuck des Lebens. Exposición en la Literaturhaus de Múnich en 2010. Documentos, fotografías y manuscritos. Exposición en línea, http://www.arte.tv/de/herta-mueller-der-kalte-schmuck-des-lebens/3581080,CmC=3436508.html (enlace roto disponible en Internet Archive; véase el historial, la primera versión y la última).

#### Poemas-collage
Herta Müller empezó a confeccionar sus particulares 'collage' durante sus viajes en tren, «mientras recortaba palabras de los periódicos y revistas, y se los mandaba a los amigos a modo de cartas hasta que empecé a hacerlos en casa». Ha publicado muchos de ellos, algunos en rumano. Para ella, los collage son una forma de escritura mediante la cual se puede sentir el lado material de las palabras. La estética de estos poemas se asemeja a la dadaísta; sin embargo, como dice la propia autora, no tienen nada que ver con ella, pues la intención es contar algo, no crear un sinsentido.  La densidad de las imágenes que evocan estos collage es similar a la que encontramos en su prosa. Las colecciones de poemas-collages publicados hasta la fecha son:
- Der Wächter nimmt seinen Kamm. Vom Weggehen und Ausscheren , Reinbek 1993. Traducción al español: 2010 - El guarda saca su peine, Ediciones Linteo, 2010.
- Im Haarknoten wohnt eine Dame, Reinbek 2000. Traducción al español: En el moño mora una señora, Ediciones Linteo, 2010. Poesía
- Este sau nu este Ion, Iași 2005 (en rumano)
- Die blassen Herren mit den Mokkatassen, München [u. a.] 2005. Traducción al español: Los pálidos señores con las tazas de moca, E.D.A. (Ediciones de aquí) Libros, 2010,.
- elf Jahre später gegen Abend. 16 collages. BUCHENpresse Dresde 2008 (12 ejemplares)
- Vater telefoniert mit den Fliegen, Hanser Verlag, München 2012

## Estilo
El estilo de Herta Müller es muy particular. Destaca sobre todo por la gran fuerza evocadora de las palabras, que han llevado a muchos críticos a calificar su estilo de prosa poética, en la que «el detalle parece mayor que el todo». La sintaxis de su prosa es monótona y viene enfatizada por la repetición de palabras y otros mecanismos propios de la poesía, como los paralelismos o el uso de frases elípticas. En muchas ocasiones, no hay una narración clara, sino una yuxtaposición de imágenes, como muestra el siguiente fragmento del relato En tierras bajas:

El largo sendero con la vid silvestre, las uvas color tinta cociéndose al sol bajo su piel finísima. Preparo pastelitos de arena, trituro ladrillos y los convierto en pimentón, me raspo la piel de las muñecas. Siento el ardor hasta los huesos.

Muñecas de maíz, trenzas de vainas de mazorca entretejidas. La barba del maíz es fría y áspera al tacto.
 Herta Müller, En tierras bajas, Ediciones Siruela, 2009, pág. 26

Para Herta Müller, la literatura es algo artificial que se nutre de la realidad y que intenta captarla, sin excluir por ello a los sueños, las leyendas, las supersticiones o la percepción subjetiva de los personajes:

La literatura es algo totalmente artificial. Y justamente para captar realidades, debe ser artificial. […] Yo trabajo con esta artificialidad y naturalmente con cada truco y con todos los medios para captar lo más posible de una frase, una persona, una situación. La mitología, la superstición o lo arcaico son también poesía. La superstición es la poesía de las gentes sencillas y posee también algo de fascinante. De ahí que encaje fácil en la literatura.
Herta Müller, El faisán rumano ha estado siempre más cerca de mí que el faisán alemán

Aunque escribe en alemán, su escritura está muy influenciada por el rumano: no tanto por la lengua, sino más bien por la manera de ver el mundo que tienen los rumanos.

Tengo varias imágenes de una misma cosa debido a que el idioma rumano las ve de otra manera, y con esa imagen trabajo. Y puesto que quizá la imagen rumana esté más cerca de mí, trabajo más con la imagen rumana en mi cabeza, aunque escriba en alemán.
 El faisán rumano ha estado siempre más cerca de mí que el faisán alemán

Otra característica del estilo de Herta Müller es la "autoficción". Los personajes de sus obras, como por ejemplo la niña protagonista de En tierras bajas, comparten rasgos biográficos con la autora, como es el hecho de crecer en un pueblo de granjeros, vivir con una madre que ha estado en Rusia y con un padre que estuvo en la guerra, etc., pero no por ello debemos pensar que se trata de una obra autobiográfica; aunque en muchas ocasiones los relatos están basados en la realidad, no dejan de ser ficticios.
Condición para la autoficción es la "percepción inventada", término acuñado por la propia escritora en Der Teufel sitzt im Spiegel. Wie Wahrnehmung sich erfindet. Este tipo de percepción viene dada por el miedo, que difumina las fronteras entre el mundo interior y exterior.
Un ejemplo claro de percepción inventada lo vemos en el siguiente fragmento de En tierras bajas:

Un día nuestra vaca me cargó en sus cuernos y saltó conmigo la acequia. Allí me dejó caer sobre una huella de coche muy profunda y pasó por encima de mí. Su ubre salpicada de estiércol parecía a punto de romperse. [...] La carne me ardió en los puntos escoriados de mis rodillas; tuve miedo de que tanto dolor me impidiera seguir viviendo, y al mismo tiempo sabía que estaba viva porque me dolía. Temí que la muerte pudiera entrar en mí por esas rodillas abiertas, y al punto puse las palmas de mis manos sobre las heridas.
 En tierras bajas, pág. 34

## Premios
Además del Premio Nobel, Herta Müller también ha recibido los siguientes premios:
- 1981: Adam-Müller-Guttenbrunn-Förderpreis
- 1982: Literaturpreis des VKJ y Debütpreis des rumänischen Schriftstellerverbandes por En tierras bajas
- 1984: Aspekte-Literaturpreis
- 1985: Rauriser Literaturpreis
- 1985: Förderpreis zum Literaturpreis der Stadt Bremen
- 1987: Ricarda-Huch-Preis
- 1989: Marieluise-Fleißer-Preis
- 1989: Deutscher Sprachpreis, junto con Gerhardt Csejka, Helmuth Frauendorfer, Klaus Hensel, Johann Lippet, Werner Söllner, William Totok, Richard Wagner
- 1990: Roswitha-Preis
- 1991: Kranichsteiner Literaturpreis
- 1992: Deutscher Kritikerpreis
- 1994: Premio Kleist
- 1995: Europäischer Literaturpreis Prix Aristeion (Premio Aristeion de Literatura Europea)
- 1995/1996: Stadtschreiberin von Bergen
- 1997: Literaturpreis der Stadt Graz
- 1998: Ida-Dehmel-Literaturpreis
- 1998: International IMPAC Dublin Literary Award (por la novela La bestia del corazón)
- 1999: Franz-Kafka-Preis der Stadt Klosterneuburg
- 2001: Cicero-Rednerpreis
- 2002: Carl-Zuckmayer-Medaille
- 2003: Joseph-Breitbach-Preis (junto con Christoph Meckel y Harald Weinrich)
- 2004: Literaturpreis der Konrad-Adenauer-Stiftung (Fundación Konrad Adenauer)
- 2005: Berliner Literaturpreis
- 2006: Würth-Preis für Europäische Literatur
- 2006: Walter-Hasenclever-Literaturpreis
- 2007/2008: Beca Internationales Künstlerhaus Villa Concordia
- 2009: Ehrengabe der Heinrich-Heine-Gesellschaft
- 2009: Nobelpreis für Literatur Premio Nobel de Literatura
- 2009: Franz-Werfel-Menschenrechtspreis
- 2010: Hoffmann-von-Fallersleben-Preis por literatura crítica
- 2010: Großes Verdienstkreuz mit Stern des Verdienstordens der Bundesrepublik Deutschland Cruz al Mérito de la Orden del Mérito de la República Federal de Alemania
- 2010: Ehrendoktorwürde de la Seoul Women's University (Korea)
- 2011: Premio Samuel Bogumil Linde
- 2011: Monismanien-Preis
- 2012: Doctora Honoris Causa por las universidades de Paderborn, Swansea University (UK), Dickinson College en Carlisle (USA)
- 2012: Bayerischer Maximiliansorden für Wissenschaft und Kunst

| Predecesor: Jean-Marie Gustave Le Clézio | Premio nobel de literatura 2009 | Sucesor: Mario Vargas Llosa |